# Août 1824

## Événements
- 6 août : Simón Bolívar bat les Espagnols à la bataille de Junin (Pérou).
- 16 août : Lafayette visite les États-Unis, il retourne en France le 7 septembre 1825.

## Naissances
- 18 août : Léodile Béra, dite André Léo, féministe, autrice et communarde française
- 29 août : Louis Édouard Gourdan de Fromentel (mort en 1901), paléontologue français.

## Décès
- 6 août : Johann Peter von Langer, peintre allemand (° 1er juillet 1756).
- 17 août : Anicet Charles Gabriel Lemonnier, peintre d’histoire français (° 6 juin 1743).